# Gerard Gumbau
Gerard Gumbau Garriga (ur. 18 grudnia 1994 w Campllong) – hiszpański piłkarz występujący na pozycji pomocnika w hiszpańskim klubie Granada CF.